# クライネソプラニーノ
| 名前   | クライネソプラノニーノ ガークライン |
| 音域   | c3 〜 a4                            |
| サイズ | ハ調・C管                           |

クライネ ソプラニーノ(ガークライン、フレーテライン、英:Garklein)とはリコーダーの一種である。

## 特徴
リコーダーの中では一番小さく、ソプラノリコーダーの半分程度の大きさ(およそ16〜18cm)である。
音階は比較的高く（高音）、ピッコロのような音色が特徴で、ソプラノリコーダーのより1オクターブ高い。
リコーダーアンサンブルや重奏などで使われる事があり、ソプラニーノ、ソプラノリコーダー、アルトリコーダー、テナー (リコーダー)、グレートバス (リコーダー)、コントラバス (リコーダー)と一緒に演奏する。
「クライネソプラニーノ」の名称はドイツ語のクライネ（Kleine）とイタリア語のソプラニーノ（Sopranino）を合わせた日本独自の造語であり、ドイツ語や英語などではガークライン（Garklein）と呼ぶ。ガークラインはドイツ語でGar「更に」Klein「小さい」の意味である。

## 演奏方法
穴が開いており、それを指でふさぐことによって音階を変えている。演奏に際しては相当息をつかう楽器である。リコーダーアンサンブルでは主に高音のパートを担当している。